# Екевеноц (Долина Аосте)
Екевеноц је насеље у Италији у округу Долина Аосте, региону Долина Аосте.
Према процени из 2011. у насељу је живело 50 становника. Насеље се налази на надморској висини од 1227 м.